# Раннох-Мур
Раннох-Мур (англ. Rannoch Moor) — болотистая, поросшая вереском равнина в Шотландии на территории областей Перт и Кинросс и Хайленд. Площадь около 78 км². Некогда равнина была частью Каледонского леса, а теперь её поверхность покрывают многочисленные небольшие озера, ручьи и торфяные трясины.

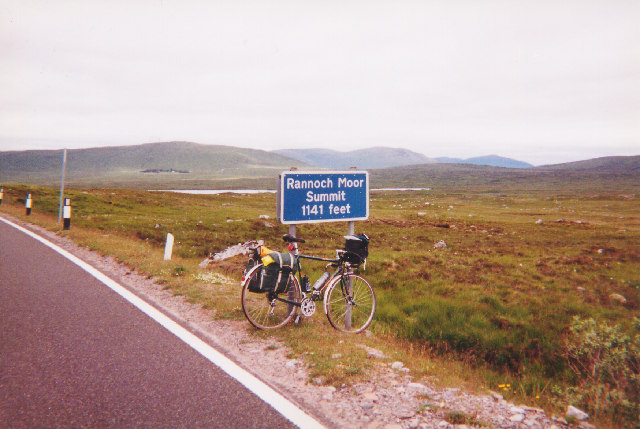
Rannoch Moor Summit — geograph.org.u

## В культуре
Упоминается в:
- историческом романе «Похищенный» (автор Роберт Льюис Стивенсон).
- здесь, якобы, находится замок Клана МакДак (к которому принадлежит персонаж Скрудж МакДак)
- в романах «Горец»
- «На игле» (фильм 1996 года)
- в романе Her Royal Spyness.